# Związek Harcerstwa Polskiego rok założenia 1918
Związek Harcerstwa Polskiego rok założenia 1918 (ZHP-1918) – organizacja harcerska powstała w 1989 roku z inicjatywy krakowskich instruktorów Ruchu Harcerstwa Rzeczypospolitej.
Podczas zebrania Komisji Organizacyjnej ZHR krakowscy działacze zaprezentowali pogląd, że z ZHP nie należy występować, lecz wskrzesić organizację rozwiązaną w 1949 roku. Nie udało się im jednak przeforsować tej idei wśród pozostałych założycieli ZHR, nie udało im się też przekonać do koncepcji podwójnej przynależności (do ZHR i ZHP naraz). W tej sytuacji krakowiacy postanowili do ZHR nie przystępować.
Na zbiórce Rady krakowskiego szczepu Ruchu Harcerskiego Rzeczypospolitej 14 marca 1989 postanowiono, że nie należy „oddawać szyldu ZHP” ówczesnemu ZHP, uznawanemu przez nich za organizację komunistyczną. Założenie obrony nazwy było według nich rozwinięciem KIHAMowskiej koncepcji odnowy ZHP od środka.
Ostatecznie przyjmuje się, że ZHP-1918 powstał 19 marca 1989 w Krakowie z założeniem odbudowy ZHP w oparciu o Statut z 1936 roku.
Wybrano tymczasowy Zarząd w składzie: Henryk Baniowski, Bogusław Molenda, Stanisław Porębski, Bogusław Rybski, Wiesława Stojek, Zbigniew Wilk oraz 8 delegatów do ogólnopolskiego Komitetu Odrodzenia ZHP. Komendantką Chorągwi Harcerek została hm. Małgorzata Rohleder, a komendantem Chorągwi Harcerzy hm. Ryszard Wcisło.
Jesienią 1989 środowiska ZHP-1918 oficjalnie wystąpiły ze Związku Harcerstwa Polskiego.
Działalność ZHP-1918 (m.in. liczne oświadczenia, uchwały i memoriały do rządu, Sejmu i Senatu oraz MEN i społeczeństwa o rozwiązanie ZHP) spowodowała protesty prawne ZHP. W konsekwencji działań ZHP-1918 i Komitetów Odrodzenia ZHP (KKO) inicjatywę reaktywowania ZHP poparli i wystąpili ze Związku Harcerstwa Rzeczypospolitej hm. Stanisław Broniewski „Orsza” i hm. Wojciech Wróblewski.
23 listopada 1990 Sąd Wojewódzki w Warszawie wpisał do rejestru stowarzyszeń „ZHP (rok założenia 1918)”. Do rejestru osób uprawnionych do reprezentowania stowarzyszenia wpisani zostali Przewodniczący ZHP r.z. 1918 Kazimierz Wiatr, Naczelnik Harcerzy Wojciech Hausner, Naczelniczka Harcerek Małgorzata Rohleder, Sekretarz Generalny Zbigniew Wilk, Skarbnik Henryk Baniowski, Naczelny Kapelan o. Adam Studziński, członkowie Naczelnictwa Marcin Ślęzak i Piotr Szczypiński. 1 grudnia 1990 odbył się zgodnie z historycznym zapisem XVIII Walny Zjazd ZHP, zorganizowany przez ZHP-1918, na którym wybrano nowe władze.
- Przewodniczący ZHP-1918 – hm. Wojciech Hausner,
- Naczelniczka Harcerek – hm. Małgorzata Rohleder,
- Naczelnik Harcerzy – hm. Ryszard Wcisło

Na zjeździe tym uchwalono m.in. gotowość rozmów zjednoczeniowych z ZHR, POH, SHK Zawisza i „tymi środowiskami ZHP, które zachowały wierność ideałom tradycyjnego harcerstwa”.
Członkowie ZHP-1918 nosili nad prawą kieszenią munduru harcerskiego biało-czerwoną naszywkę z napisem ZHP-1918. Liczne środowiska ZHP-1918, powstały również w Łodzi, Warszawie i innych dużych miastach.
Instruktorzy ZHP-1918 wprowadzili też określenie na ZHP – ZHP-56. Było to powszechnie w tym czasie używane przez członków „alternatywnych” organizacji – określenie ZHP. Miało ono sugerować powstanie aktualnego ZHP w dniu 10 grudnia 1956 roku, w wyniku przekształcenia z OHPL, podczas Ogólnopolskiego Zjazdu Działaczy Harcerskich w Łodzi. Oraz że to przekształcenie było powołaniem organizacji jakościowo innej od przedwojennego (czy tużpowojennego) ZHP.
ZHP oczywiście uznawało to określenie za uwłaczające, wywodząc swe prawo do ciągłości historycznej i praw do całej spuścizny harcerstwa. Sądowy spór o nazwę „ZHP”, jaki władze ZHP wytoczyły ZHP (r.zał.1918) zakończył się anulowaniem zapisu do rejestru stowarzyszeń tej drugiej organizacji.
W tej sytuacji 3 października 1992 roku, na Nadzwyczajnym Zjeździe zdecydowano połączyć się ze Związkiem Harcerstwa Rzeczypospolitej.

## Przewodniczący ZHP-1918
- hm. Kazimierz Wiatr
- hm. Wojciech Hausner

## Naczelniczki Harcerek ZHP-1918
- hm. Teresa Żelazny
- hm. Małgorzata Rohleder
- hm. Maria Kuczma

## Naczelnicy Harcerzy ZHP-1918
- hm. Wojciech Hausner
- hm. Ryszard Wcisło